# Festival Cinemambiente
Il Festival Cinemambiente (anche CinemAmbiente Environmental Film Festival) è un festival cinematografico che si svolge annualmente durante il mese di giugno a Torino dal 1998. Ha una durata di una settimana, ed è dedicato al cinema a tematica ambientale.

## L'evento
Propone film documentaristici presenti sulla scena internazionale.
Fondato da Stefano Susca e Gaetano Capizzi, il Festival è organizzato dal 2006 dal Museo Nazionale del Cinema - Fondazione Maria Adriana Prolo.
Il logo è un fotogramma che rappresenta un albero stilizzato.

## Struttura
Il Festival presenta annualmente circa 100 film distribuiti nelle sezioni competitive nazionali e internazionali, nei focus tematici, nelle retrospettive e in Ecokids.

### Sezioni competitive
I concorsi presentano film documentari a tematica ambientale prodotti nei due anni precedenti all'edizione.
- Il Concorso internazionale documentari raccoglie i film documentari lungometraggi di produzione internazionale.
- Il Concorso internazionale One Hour raccoglie i mediometraggi documentari di produzione internazionale della durata massima di un'ora.
- Il Concorso documentari italiani raccoglie i migliori film documentari di produzione italiana.

### Sezioni non competitive
- Panorama: sezione internazionale che presenta fuori concorso film, cortometraggi di animazione, documentari, videoclip o prodotti televisivi che affrontano a vario titolo tematiche ambientali.
- Ecokids: progetto rivolto agli studenti costituito da una selezione di film adatti al pubblico più giovane.
- Eventi speciali: è la sezione d'onore del festival dedicata ai film dei maestri del cinema ambientale.

### Attività collaterali
Al Festival si affiancano due attività.
- CinemAmbiente Tour: Progetto di distribuzione non commerciale dei film presentati al Festival.
- CinemAmbiente TV: Film per l’educazione ambientale.

## Premi
Il premio viene assegnato all'interno del Concorso Documentari Internazionali come riconoscimento per il miglior documentario. II premi attribuiti dal festival sono: Concorso internazionale documentari, Concorso internazionale One Hour, Concorso documentari italiani, Premi speciali.
Tra i premi stabiliti e assegnati in base alle edizioni si annoverano: il Premio del pubblico, riconoscimento assegnato al film giudicato migliore dalla giuria popolare, ovvero gli spettatori che assistono alle proiezioni del Concorso Internazionale Documentari; il Premio “Ambiente e società”, assegnato al film del festival che tratta la green economy, come occasione di lavoro e inclusione sociale; il Premio "Le Ghiande di CinemAmbiente", riconoscimento del festival riservato a un autore che abbia intrapreso un percorso di vita e scrittura legato a temi di carattere ambientale, paesaggistico e/o naturalistico.

## Film vincitori
- 2001: Children, Kossoco 2000 di Ferenc Moldovànyi, (Ungheria , 2001, 30')
- 2002: God's Children di Hiroshi Shinomiya,  (Giappone, 2001, 105')
- 2003[3]: Dans Grozny dans di Jos de Putter, (Paesi Bassi , 2002, 75')
- 2004: Carpatia di Andrzej Klamt, Ulrich Rydzewsky, (Germania, Austria, 2004, 127')
- 2005: Stand van de maan di Leonard Retel Helmrich, (Paesi Bassi , 2004, 92')
- 2006: The Real Dirt on Farmer John di Taggart Siegel, (USA, 2005, 83')
- 2007: The Planet di Michael Stenberg, Linus Torell, Johan Soderberg, (Svezia Norvegia, 2006, 84')
- 2008: The Nuclear Comeback di Justin Pemberton, (Nuova Zelanda , 2007, 75')
- 2009: Old Partner di Lee Chung-ryoul, (Corea del Sud , 2008, 75')
- 2010: Life for Sale di Yorgos Avgeropoulos, (Grecia , 2010, 61')
- 2011: There Once Was an Island di Briar March (Nuova Zelanda USA, 2010, 80')
- 2012: The Big Fix di Josh Tickell e Rebecca Tickell, (USA Francia, 2011, 88’)
- 2013: Der Letze Fang - L’ultima caccia di Markus CM Schmidt, (Germania, 2012, 85’)
- 2014: Virunga di Orlando von Einsiedel, (Gran Bretagna, 2014, 97)
- 2015: Bikes vs Cars di Fredrik Gertten, (Svezia, 2015, 91’)
- 2016: When Two Worlds Collide di Heidi Brandenburg e Mathew Orzel, (Perù, 2016, 100')
- 2017: Plastic China di Jiu-liang Wang (Cina, 2016, 82’)
- 2018: Genesis 2.0 di Christian Frei, Maxim Arbugaev (Svizzera 2018, 103’)
- 2019: The Burning Field di Justin Weinrich (USA 2019, 72’)